# Sophronitis
Sophronitis là một chi thực vật có hoa trong họ Lan.
Các loài thuộc chi Sophronitis đã được chuyển sang chi Cattleya.